# Thomas Gorne

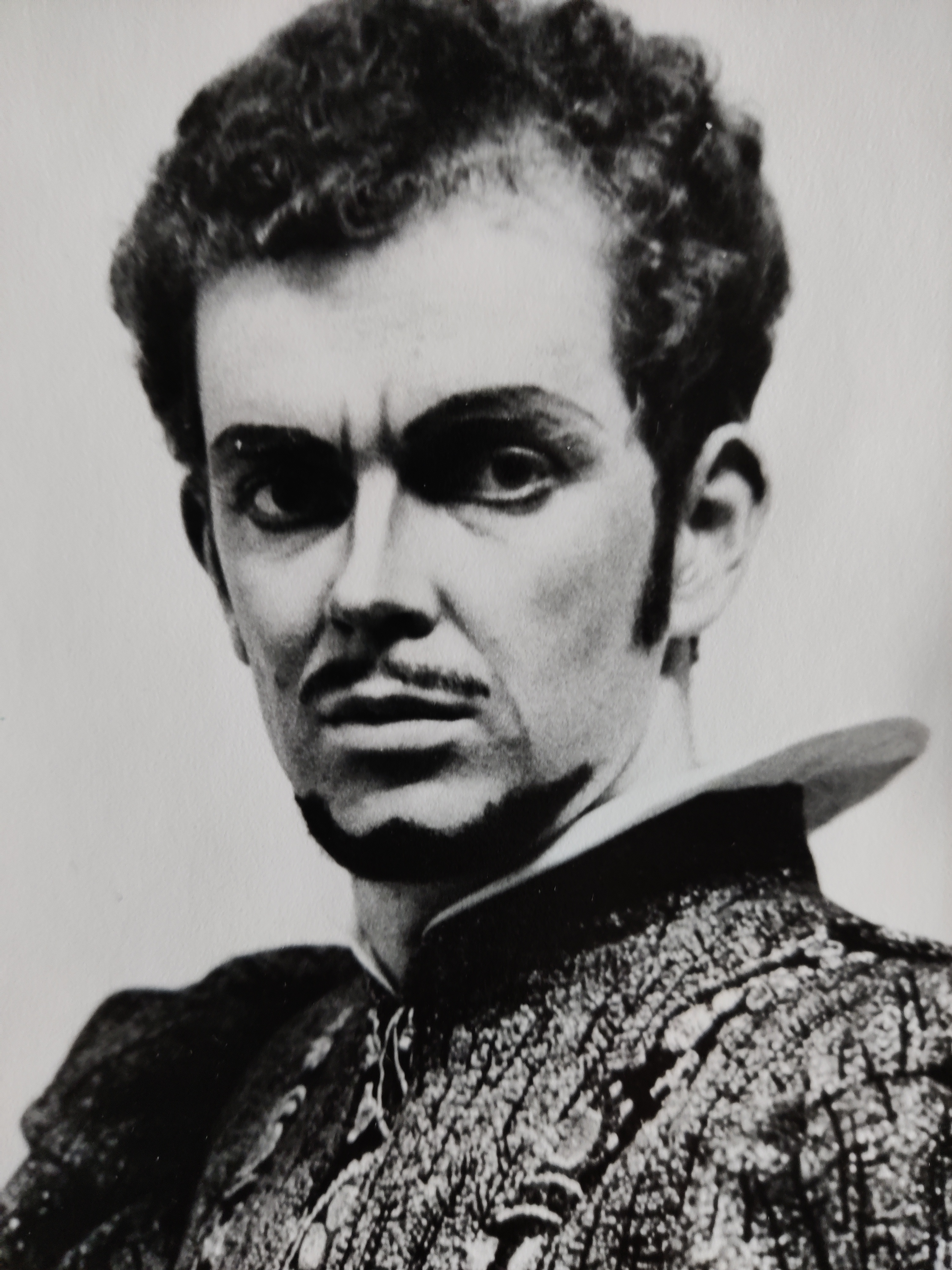
Thomas Gorne i Schweiz som Conte di Luna ur Verdis Il trovatore.

Thomas Alrik Gunnar Gorne, född 2 september 1936 i Örebro, är en svensk operasångare (baryton). Han är son till Alrik Gorne.
Gorne utbildade sig vid Kungliga Musikhögskolans solosång- och operaklasser mellan 1959 och 1962. Han var engagerad som operasångare vid olika scener i Tyskland, Österrike och Schweiz.

## Roller i urval
- Greve Luna i Trubaduren (Giuseppe Verdi)
- Titelrollen i Rigoletto (Giuseppe Verdi)
- Francesco i I due Foscari (Giuseppe Verdi)
- Malatesta i Don Pasquale (Gaetano Donizetti)
- Greve Almaviva i Figaros bröllop (Wolfgang Amadeus Mozart)
- Marcel i La Bohème (Giacomo Puccini)
- Nick Shadow i The rakes Progress (Igor Stravinskij)
- Greve Liebenau i Der Waffenschmied (Albert Lortzing)